# 岩脇古墳
岩脇古墳（いわわきこふん、岩脇1号墳）は、広島県三次市粟屋町にある古墳。形状は円墳。岩脇古墳群を構成する古墳の1つ。広島県指定史跡に指定されている。

## 概要

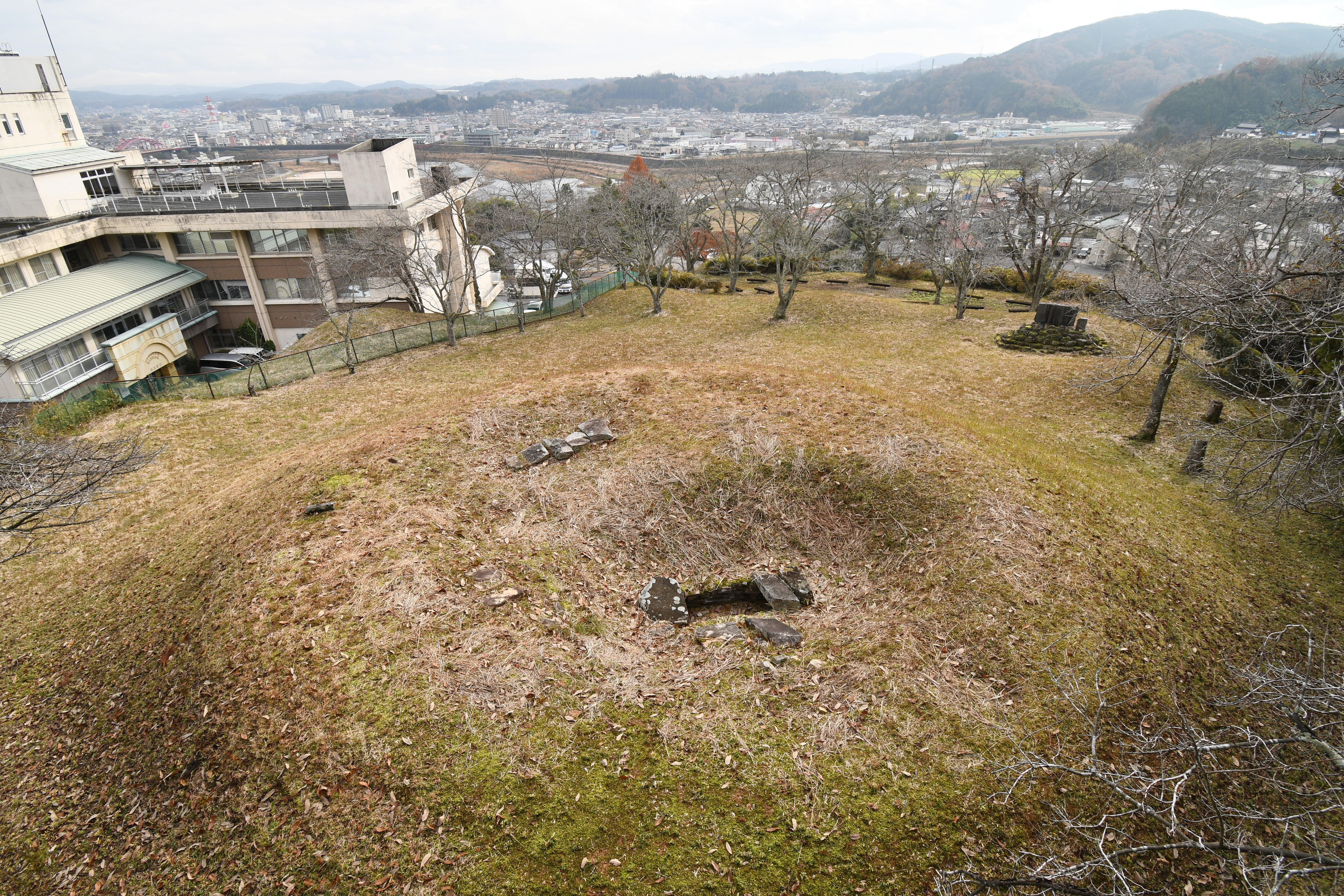
墳頂から三次盆地を望む後背に岩脇2-7号墳。

広島県北部、三次盆地西縁の高谷山の東麓、丘陵上の傾斜地に築造された大型円墳である。眼下には三次盆地と江の川・馬洗川の合流地点を一望する。丘陵上では本古墳ほか6基の古墳が分布して岩脇古墳群として認知されるほか、南側斜面には四隅突出型墳丘墓を含む弥生時代の墳墓群が分布する。1955年（昭和30年）に発掘調査が、2013年（平成25年）に測量調査が実施されている。
墳形は円形（截頭円錐台形）で、直径約30メートル・高さ約2.5-5メートルを測る。墳丘外表で段築・葺石・埴輪は認められていない。埋葬施設は、中心埋葬の竪穴式石槨（竪穴式石室）1基（A主体）、その周囲の小規模な箱式石棺4基（B・D・E・F主体）・石蓋土壙1基（C主体）・礫床木棺1基（G主体）の計7基である。竪穴式石槨（A主体）からは人骨1体分が出土したが、副葬品は出土しておらず、その他の埋葬施設でもE主体から鉄片が出土した以外に遺物は認められていない。
築造時期は、古墳時代前期の4世紀代と推定される。出土遺物がないため時期を詳らかとしないが、中心埋葬の竪穴式石槨に多数の小型埋葬施設を伴うという様相は弥生時代の集団墓的性格を残すことから、大仙大平山21号墳（三次市向江田町）とともに三次盆地では最古級の古墳になる可能性が指摘される。近年では、宗祐池東古墳（三次市南畑敷町）の調査において複数埋葬形態が墳丘出土遺物とともに確認されており、岩脇古墳・大仙大平山21号墳とともに三次盆地の古墳時代の黎明を考察するうえで注目される。
古墳域は1957年（昭和32年）に広島県指定史跡に指定されている。現在は史跡整備のうえで岩脇古墳公園として公開されている。

## 遺跡歴
- 1955年（昭和30年）、学術発掘調査（広島大学・三次尚史会、未報告）[1]。
- 1957年（昭和32年）9月30日、広島県指定史跡に指定[2]。
- 1965年（昭和40年）、国民宿舎建設に伴う岩脇墳墓群の発見[1]。
- 1981年（昭和56年）、岩脇遺跡の発掘調査（三次市教育委員会、2018年に報告）[1]。
- 2013年（平成25年）、岩脇古墳群の測量調査（三次市教育委員会・三次地方史研究会、2018年に報告）[1]。

## 埋葬施設

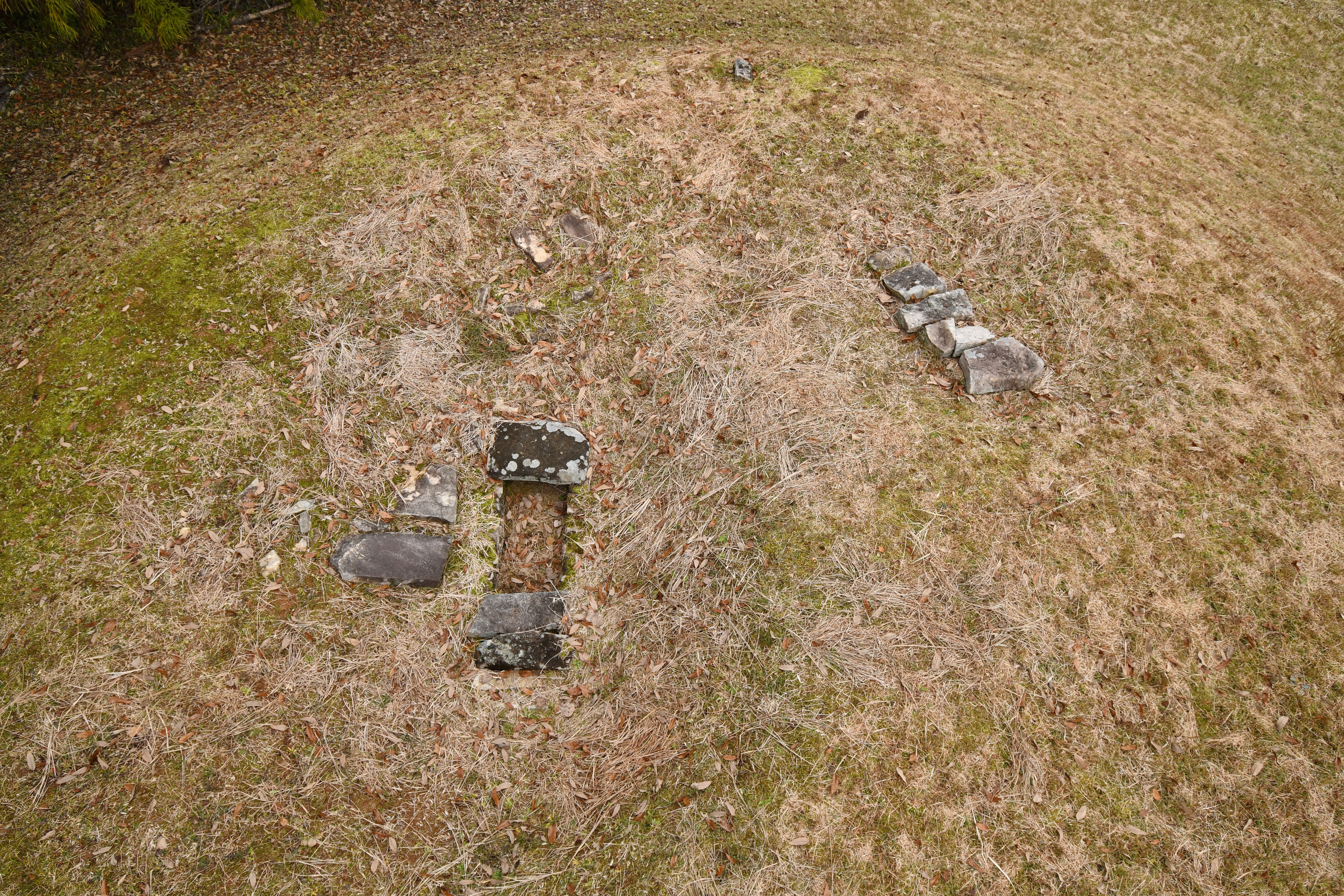
墳頂の埋葬施設群（上から）中央左に竪穴式石槨（A主体）、A主体の左側から上側にB-E主体、右側にF・G主体が位置する。

竪穴式石槨（A主体）俯瞰図

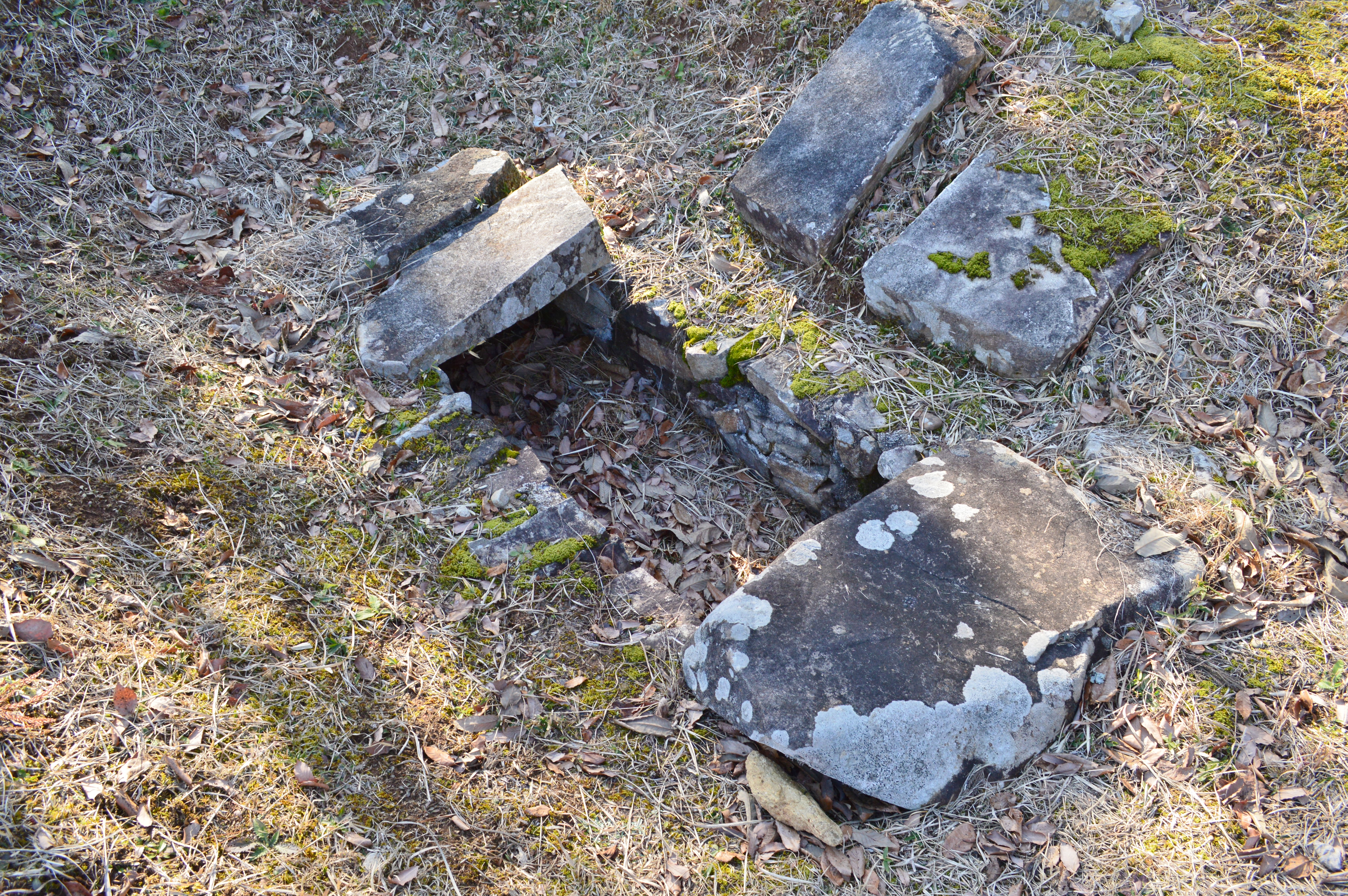
竪穴式石槨（A主体）
竪穴式石槨（A主体）展開図

埋葬施設としては7基が確認されている（かつては6基として認知、平成25年調査時に1基追認）。中心埋葬の竪穴式石室1基（A主体）のほか、箱式石棺4基（B・D・E・F主体）、石蓋土坑1基（C主体）、推定礫床木棺1基（G主体）からなる。A主体は墳丘内の深い位置にあり、B-G主体は浅い位置にある。昭和30年の調査内容は未報告のため詳らかでないが、現在知られる7基の内容は次の通り。
A主体 竪穴式石槨（調査時1号主体）
墳丘中央北西寄り、墳頂からの深さは1.5メートル。主軸は北東-南西方向。
石槨の内法規模は、長さ2.8メートル・幅0.6-0.8メートル・高さ約1.1メートル。石槨の石材は板状割石。小口積みと横口積みを併用した4段積みを基本として、やや持ち送り内傾する。床面には礫床を施す。天井石は7枚で、壁体と天井石の間には粘土を詰める。
石槨内からは人骨1体分が出土しているが、副葬品は出土していない。
B主体 箱式石棺（調査時5号主体）
A主体の西側、墳頂からの深さは0.5メートル。主軸は南東-北西方向（南東頭位か）。
石棺の内法規模は、長さ0.75メートル・幅0.12-0.22メートル・深さ0.18メートル。蓋石は4枚。出土遺物はない。
C主体 石蓋土坑
A主体の北西側、墳頂からの深さは0.5メートル。主軸は北東-南西方向（北東頭位か）。
土坑の規模は、長さ0.55メートル・幅0.2メートル・深さ0.1メートル。蓋石は4枚。
D主体 箱式石棺（調査時4号主体）
A主体の北側、墳頂からの深さは0.5メートル。主軸は北東-南西方向（北東頭位か）。
石棺の内法規模は、長さ0.55メートル・幅0.15メートル・深さ0.12メートル。蓋石は3枚。出土遺物はない。
E主体 箱式石棺（調査時3号主体）
A主体の北側、墳頂からの深さは0.5メートル。主軸は東-西方向（東頭位か）。
石棺の内法規模は、長さ1.25メートル・幅0.15-0.3メートル・深さ0.15-0.2メートル。床面には礫床を施す。蓋石は6枚で、蓋石内面には赤色顔料を塗布する。鉄片1が出土している。
F主体 箱式石棺（調査時2号主体）
A主体の東側、墳頂からの深さは0.5メートル。主軸は南-北方向（南頭位か）。
石棺の内法規模は、長さ0.9メートル・幅0.15-0.2メートル・深さ0.15メートル。床面には棺床土を敷く。出土遺物はない。
G主体 推定礫床木棺
A主体の南東側に位置する。主軸は北東-南西方向。平成25年調査の際に埋葬施設として追認。
礫床の規模は、長さ1.5メートル・幅1メートル。上に小型木棺を据えたとみられる。
- 竪穴式石槨（A主体）
- 竪穴式石槨（A主体）展開図

## 岩脇古墳群

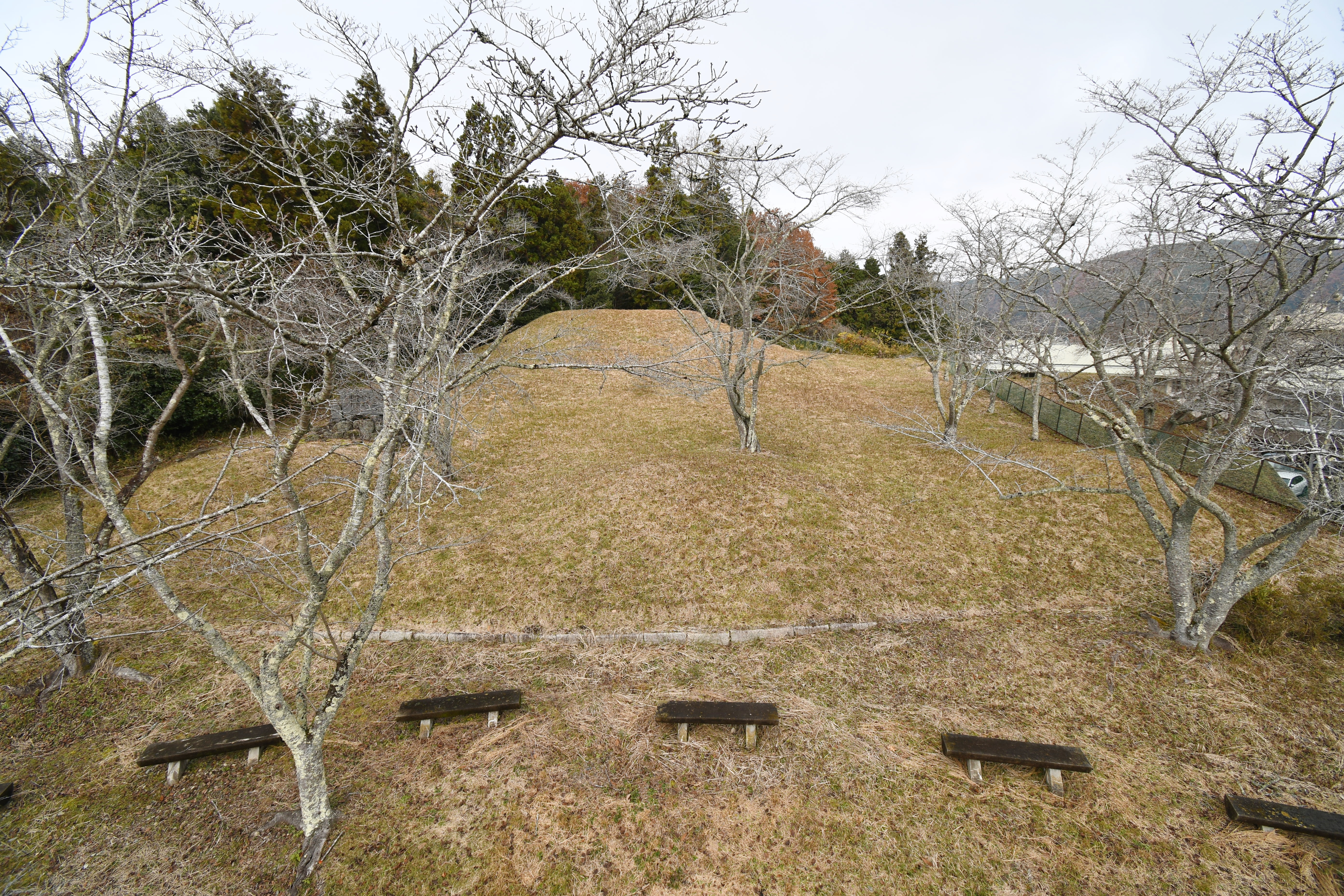
岩脇古墳群最奥に1号墳（岩脇古墳）、その右側から時計回りに2-7号墳。

岩脇古墳（1号墳）の周囲には、6基の小円墳が分布する。1号墳を丘陵尾根上の最高所として、その南側（低標高側）斜面上に6基がある位置関係である。
2号墳
1号墳東側。円墳、直径約8メートル。埋葬施設として中央に箱式石棺1基が遺存する。主軸は南-北方位で（南頭位か）、蓋石は失われている（昭和30年に調査か）。
石棺の内法規模は、長さ1.5メートル・幅0.25-0.4メートル・深さ0.35メートル。
3号墳
1号墳南東側。円墳、直径約11メートル。墳丘周囲に周溝が確認されている。埋葬施設は箱式石棺か（昭和30年に調査か）。
4号墳
1号墳南側。円墳、直径約8メートル。
5号墳
1号墳南側。円墳、直径約10メートル。
6号墳
1号墳南側。円墳、直径約9メートル。
7号墳
1号墳南側。円墳、直径約7.5-8メートル。
以上のほか、さらに南側の斜面には四隅突出型墳丘墓を含む弥生時代の墳墓群が分布する。

## 文化財

### 広島県指定文化財
- 史跡
  - 岩脇古墳 - 1957年（昭和32年）9月30日指定[2]。

## 関連文献
（記事執筆に使用していない関連文献）
- 『広島県双三郡三次市史料総覧』第五篇、広島県双三郡三次市史料総覧刊行会、1974年。